# 卡斯縣 (明尼蘇達州)
卡斯县（英語：Cass County）是美國明尼蘇達州中北部的一個縣。面積1,820平方公里。根據美國2000年人口普查，共有人口27,150人。縣治沃克（Walker）。
成立於1851年9月1日，以來自密歇根州的參議員劉易斯·卡斯 (Lewis Cass)命名。